# Anisopodus dispar
Anisopodus dispar är en skalbaggsart som beskrevs av Bates 1885. Anisopodus dispar ingår i släktet Anisopodus och familjen långhorningar.
Artens utbredningsområde är Panama. Inga underarter finns listade i Catalogue of Life.